# 漢字教育
漢字教育（かんじきょういく）とは、漢字の識字に関する教育である。公用語において漢字を存続させている中国と日本、その他の中国語圏では不可欠であるが、漢字を存続させるでもなく廃止するでもない韓国、漢字の使用を全廃した北朝鮮、漢字を全廃しローマ字表記（クオック・グー、國語）に移行したベトナムでは必ずしも行われない。

## 中国語圏
台湾や香港を含む中国語圏では、小学校低学年から1000字以上の漢字を教える。発音記号として、中国はピンインを、台湾は注音符号（ボポモフォ）を教える。
ひらがなやカタカナに相当する文字がないことから、低学年から暗記中心の詰め込み教育を余儀なくされている。
簡体字を使用する中国は4718字、繁体字を使用する台湾と香港は3000字を小学校で学ぶ。

## 日本
日本では常用漢字2136字を定め国語教育の一環と位置付けられる。小学校学習指導要領の学年別漢字配当表に沿って、小学校第1学年から順に教育漢字1026字の読み書きを教える。 中学校では常用漢字の残りの1130字を教える。

中学、高校では古典教育として漢文教育も行う。
日本語では人名、小説、漫画などから道路標識やポスター、様々な書類に至るまで、日常的に漢字を扱うため、この漢字を習得できなければ、上の学年での学習は勿論、日常生活にも困難を来たす。

## 朝鮮半島

### 大韓民国
大韓民国（韓国）には漢文教育用基礎漢字1800字がある。ただし、漢字を国語の一部とは認めない立場から漢文教育と称する。中国古典を通じて漢字を教えるため、「文章」（문장）などの日常漢字は習得できず、「有名無実」など日常は使わないような漢語を習得することになる。
また、小学校での漢文教育の実施は校長の裁量により、中学校・高等学校でも選択科目になる場合があるため、漢字教育に熱心ではない小学校で学び、理系に進学した者は、漢字の知識がほとんどない。
漢字復活論の議論もあり、朴槿恵政権では小学校の漢字教育を一部復活させる動きもあった。しかし、依然としてハングル関連団体が反発しており頓挫している。

### 朝鮮民主主義人民共和国
朝鮮民主主義人民共和国（北朝鮮）も韓国と同様、漢字を漢文として教えている。

## ベトナム
1945年のベトナム民主共和国の独立後、識字率の向上を意図して、ローマ字表記であるクォック・グー（国語）が公式な表記法となり、北ベトナムでは1950年の暫定教育改革により、中等教育における漢文教育は廃止された。一方、南ベトナムでは1975年の崩壊まで中等教育における漢文教育が存続していた。
現在では、ベトナムのベトナム語はすべてクオック・グーで表記するため、漢字は大学の国文学科などで教えられているのみである。漢字を学ぶためには自ら選択しなければならない。（詳細は、クオック・グー、チュノム、漢文の項目も参照）